# Amerizus garuda
Amerizus garuda is een keversoort uit de familie van de loopkevers (Carabidae). De wetenschappelijke naam van de soort is voor het eerst geldig gepubliceerd in 2002 door Queinnec & Perreau.